# El Tigre de Santa Julia

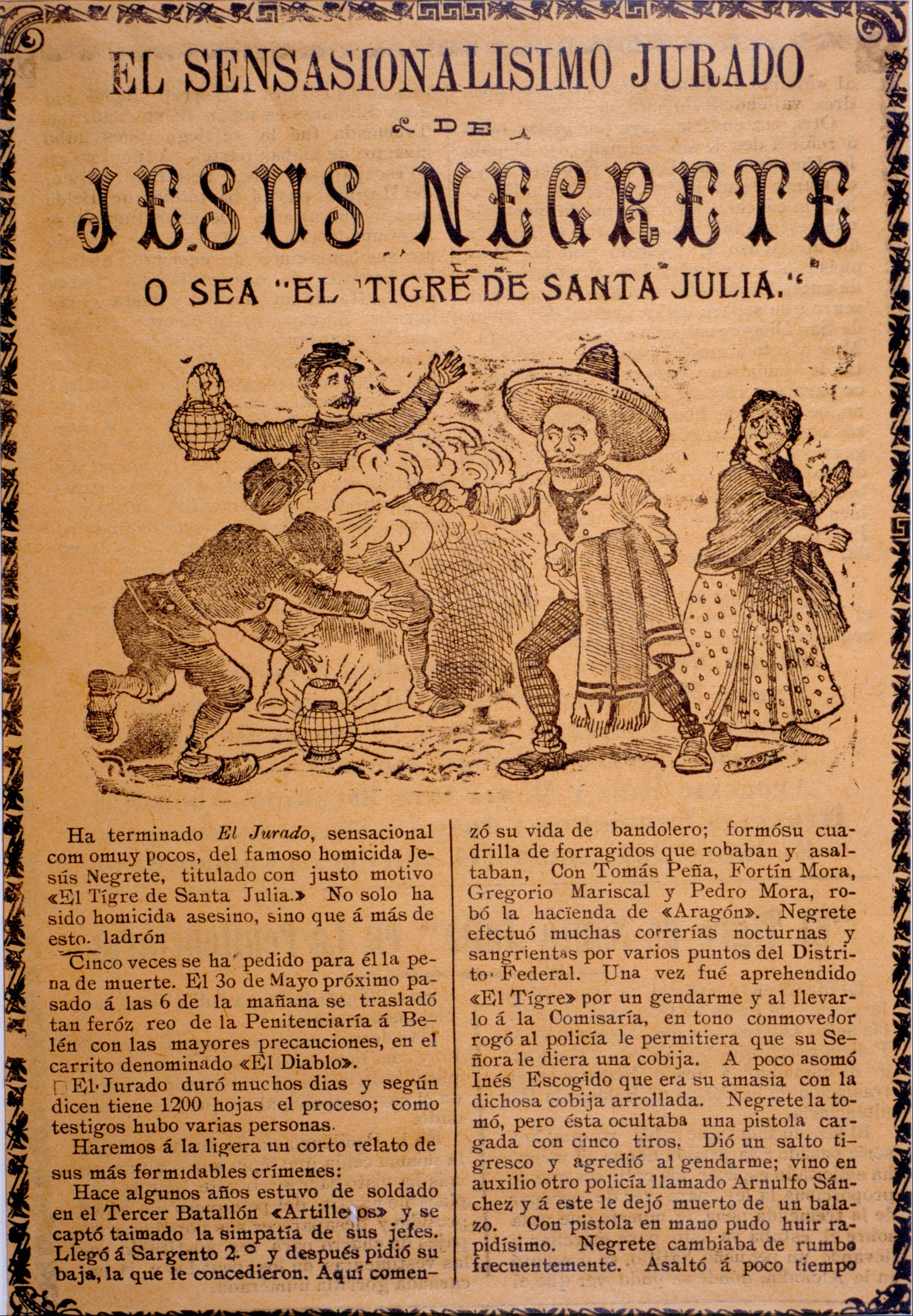
El sensasionalisimo jurado de Jesús Negrete o sea “el Tigre de Santa Julia”, ilustrado por José Guadalupe Posada.

José de Jesús Negrete Medina, conocido como «El Tigre de Santa Julia» (Cuerámaro, Guanajuato, 1873-Ciudad de México, 22 de diciembre de 1910) fue soldado y, posteriormente, bandolero, durante la época del Porfiriato en México. De su vida real se ha hecho una leyenda.

## Semblanza biográfica
Nació en agosto de 1873, sus padres fueron José Guadalupe Negrete y Luisa Medina. Quedó huérfano de madre al momento de su nacimiento. Durante sus primeros años se dedicó a las labores del campo. Ingresó al ejército en 1895 al Tercer Batallón de Artillería como soldado raso logrando obtener el rango de sargento segundo. Solicitó su baja y se trasladó a la Ciudad de México. Vivió en el antiguo barrio de Santa Julia que debe su nombre a la exhacienda de Julia Gómez y que actualmente corresponde a las colonias Tlaxpana, Anáhuac y Anáhuac II de la delegación Miguel Hidalgo.
De acuerdo a las publicaciones de la época, formó una banda con Tranquilino (o Tomás) Peña, Fortino Mora, Gregorio Mariscal y Pedro Mora para asaltar la hacienda de Aragón. Fue aprehendido y consignado a una comisaría de la cual logró escapar matando a dos policías. A partir de ese momento se le conoció como “el Tigre de Santa Julia”. Sus correrías fueron conocidas ya que su historia fue publicada en el periódico El Imparcial  quien lo describió como un troglodita. Su fama le mereció un corrido el cual fue publicado por la imprenta de Antonio Vanegas Arroyo en 1909.
El 28 de mayo de 1906, fue aprehendido cerca de su casa en una nopalera cuando se encontraba defecando, lugar que corresponde al actual callejón del Nopalito. Fue trasladado a la cárcel de Belén. Después de haberse solicitado en cinco ocasiones la pena de muerte y a pesar de los esfuerzos de su defensor, Justo San Pedro, por salvarle la vida, finalmente, fue fusilado el 22 de diciembre de 1910, cuando tenía treinta y siete años de edad.

## La leyenda
La forma como fue capturado dio origen al refrán popular: “lo agarraron como al Tigre de Santa Julia”, el cual se aplica de forma general a quienes son capturados in fraganti, o por el contrario; a quienes son sorprendidos en vulnerable actividad que los distrae de su deber. Se han escrito algunos libros que narran su historia, entre ellos el de Carlos Isla y el de Melina S. Bautista, haciendo del personaje una leyenda equiparable a la de Chucho “el Roto” o Robin Hood, es decir, una especie de ladrón justiciero.
En 1973 la historia de Negrete Medina fue llevada al cine por el director Arturo Martínez con el título de El tigre de Santa Julia, fue protagonizada por Juan Gallardo, Norma Lazareno, María Macías, Carlos López Moctezuma y Noé Murayama entre otros. La trama narra una historia de venganza, amor y desamor. En el año 2002, nuevamente fue filmada con el mismo título El tigre de Santa Julia; en esta ocasión fue dirigida por Alejandro Gamboa y protagonizada por Miguel Rodarte, Irán Castillo, Ivonne Montero y Fernando Luján entre otros. La trama narra parte de la historia de José de Jesús Negrete idealizándolo como un defensor de los pobres y oprimidos que realiza sus hazañas con la ayuda de una banda integrada por mujeres.